# Pauline (Lippe)

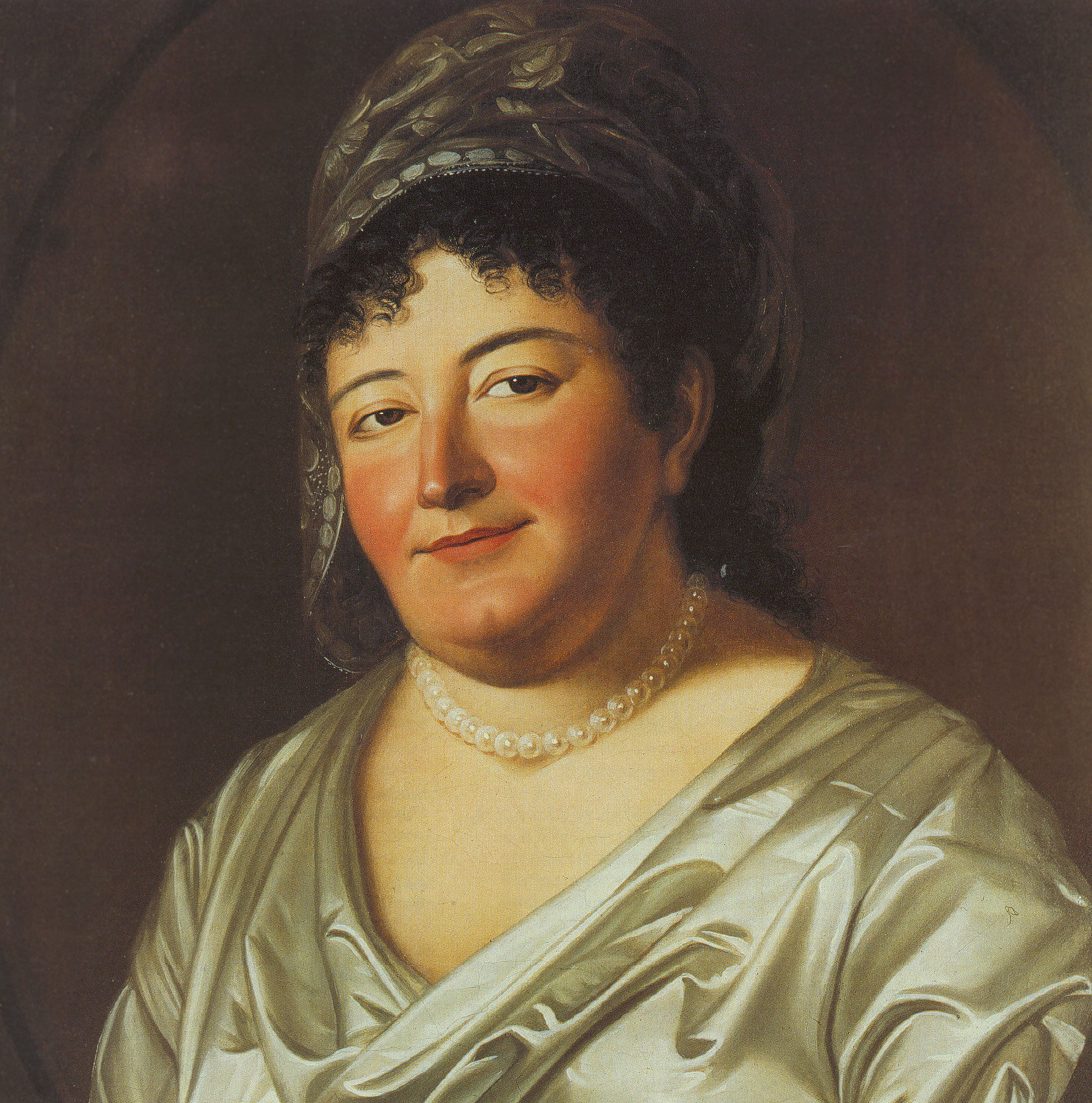
Pauline Fürstin zur Lippe, Porträt von Johann Christoph Rincklake, 1801

Pauline Christine Wilhelmine zur Lippe (geborene Prinzessin von Anhalt-Bernburg, seit 1796 Fürstin zur Lippe; * 23. Februar 1769 in Ballenstedt; † 29. Dezember 1820 in Detmold) war von 1802 bis 1820 Regentin des deutschen Fürstentums Lippe und gilt dort als eine der bedeutendsten Herrscherinnen von Lippe. 
Sie hob am 1. Januar 1809 durch fürstliche Verordnung die bis dahin bestehende Eigenbehörigkeit der Bauern auf, bewahrte die Selbstständigkeit Lippes und bemühte sich um eine Verfassung, mit der die ständische Ordnung aufgebrochen wurde. Im kollektiven geschichtlichen Bewusstsein der lippischen Bevölkerung rangiert jedoch ihr soziales Engagement an erster Stelle. Sie gründete die erste Kinderbewahranstalt in Deutschland, eine „Erwerbsschule für verwahrloste Kinder“, ein „freiwilliges Arbeitshaus für erwachsene Almosenempfänger“ und eine „Pflegeanstalt mit Krankenstube“.

## Leben

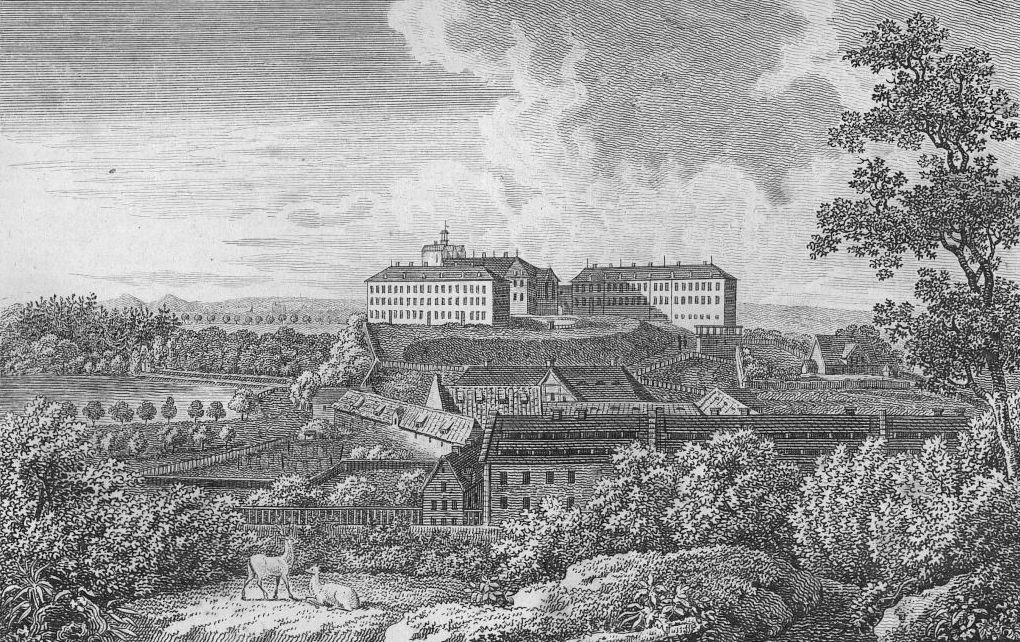
Schloss Ballenstedt

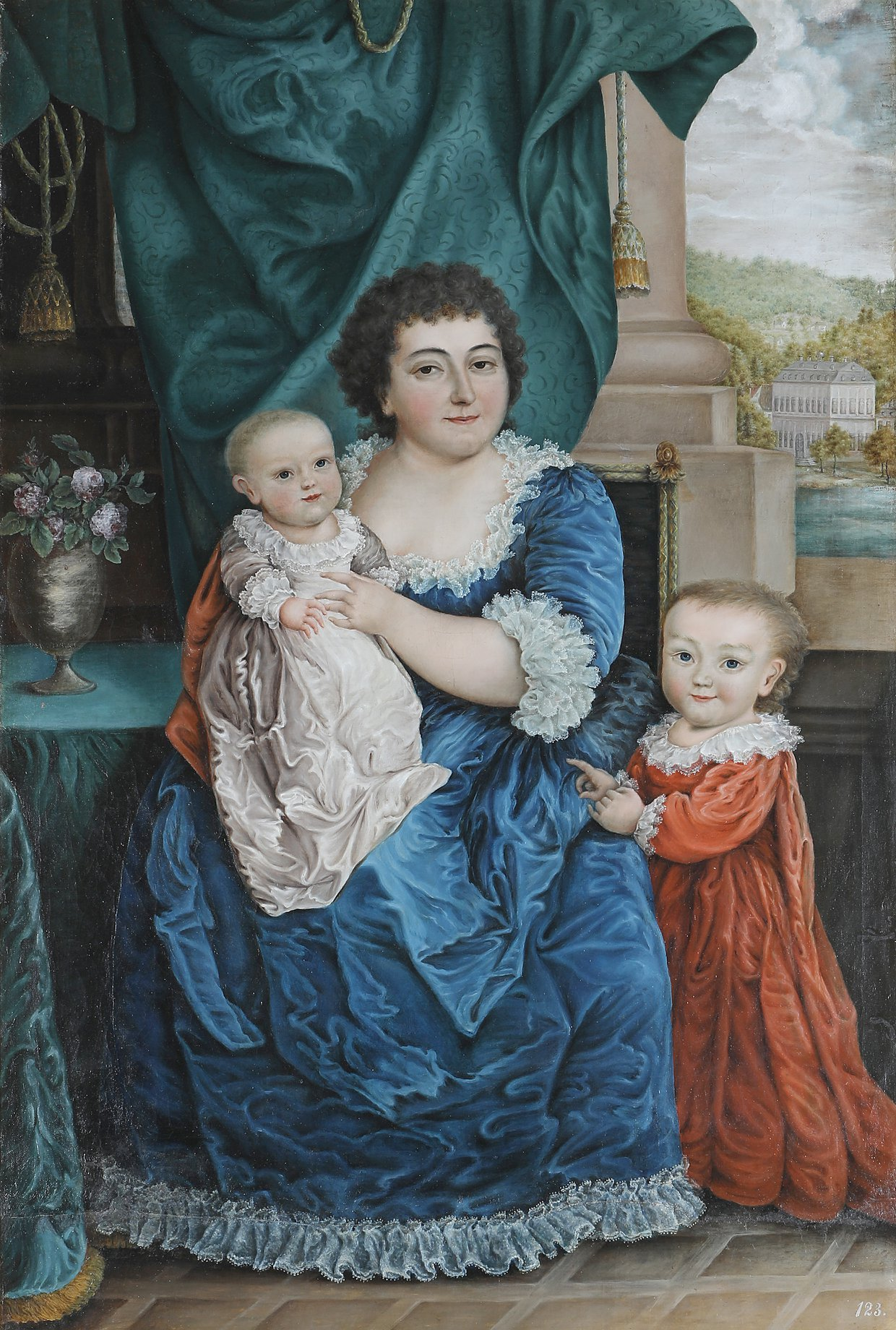
Pauline mit ihren Söhnen Friedrich und Leopold (rechts)

Pauline wurde als Tochter von Friedrich Fürst von Anhalt-Bernburg und seiner Frau Luise (geb. von Holstein-Plön) geboren. Wenige Tage nach der Geburt starb ihre Mutter an den Masern. Sie hatte einen älteren Bruder, Alexius Friedrich Christian (1767–1834), der ab 1807 Herzog von Anhalt-Bernburg war. Schon früh war zu erkennen, dass Pauline einen wachen Verstand hatte. Fürst Friedrich Albert, ihr Vater, übernahm persönlich die Erziehung des Thronfolgers Alexius und seiner Tochter Pauline. Sie war eine gute Schülerin, lernte neben Latein Französisch, Geschichte und allgemeine Staatswissenschaften. Bereits mit 13 Jahren unterstützte sie ihren Vater bei seinen Regierungsgeschäften. Zunächst übernahm sie die französische Korrespondenz, später den gesamten Schriftwechsel zwischen der Residenz in Schloss Ballenstedt und den Regierungsstellen in Bernburg. Ihre Ausbildung wurde stark von christlicher Ethik und dem Gedankengut der Aufklärung beeinflusst. In späteren Jahren setzte Pauline um, was sie in der Jugend gedanklich verarbeitet hatte, so etwa die Lehren von Johann Heinrich Pestalozzi und Jean-Jacques Rousseau.
Am 2. Januar 1796 heiratete Pauline Prinzessin von Anhalt-Bernburg Leopold I. Fürst zur Lippe. Die Hochzeit wurde in Ballenstedt gefeiert, und am 21. Januar 1796 kehrte das Brautpaar unter großem Jubel der Bevölkerung nach Detmold zurück. Leopold zur Lippe hatte sich schon seit Jahren um ihre Hand bemüht, doch Pauline hatte sein Werben wiederholt abgelehnt. Die Ehe wurde erst nach der Verbesserung von Leopolds Gesundheitszustand geschlossen, der zuvor kurzzeitig wegen geistiger Verwirrung entmündigt worden war. In der Folgezeit äußerte sich Pauline positiv über ihre Ehe und ihren „liebevollen“ Mann. Sie bekannte in einem Brief an ihren vertrauten Augustenburger Vetter Friedrich Christian:

„Nie habe ich einen Schritt mit mehrerer Überlegung gethan als diesen, nie kaltblütiger mich entschlossen, denn Liebe hielt mir wahrlich kein Vergrößerungsglas vor […], daß mein Herz bei näherer Bekanntschaft zu meiner Vernunft übertritt. Der Fürst ist gut, edel und rechtschaffen, er liebt und schätzt mich und hat weit mehr innern Wert als äußeren Schein.“

Pauline gebar zwei Söhne, Leopold (* 6. November 1796) und Friedrich (* 8. Dezember 1797); das dritte Kind, ein Mädchen namens Louise, starb kurz nach der Geburt am 17. Juli 1800.
Am 4. April 1802 starb Leopold I., und Pauline übernahm am 18. Mai für ihren unmündigen Sohn, den späteren Fürsten Leopold II., die Regentschaft. Im Ehevertrag zwischen Leopold und Pauline war 1795 festgelegt worden, dass Pauline als zukünftige Mutter eines minderjährigen Prinzen die Vormundschaft, wie auch die Regentschaft übernehmen sollte. Gegen diese Regelung gab es heftigen Widerstand der lippischen Landstände. Für diese Regelung sprach allerdings die Tatsache, dass kein geeigneter männlicher Vormund vorhanden war. Pauline hatte zudem schon bewiesen, dass sie eine geeignete Regentin sein würde. Nahezu zwei Jahrzehnte dauerte ihre Regentschaft, die als ein glücklicher Abschnitt in der lippischen Geschichte gilt.

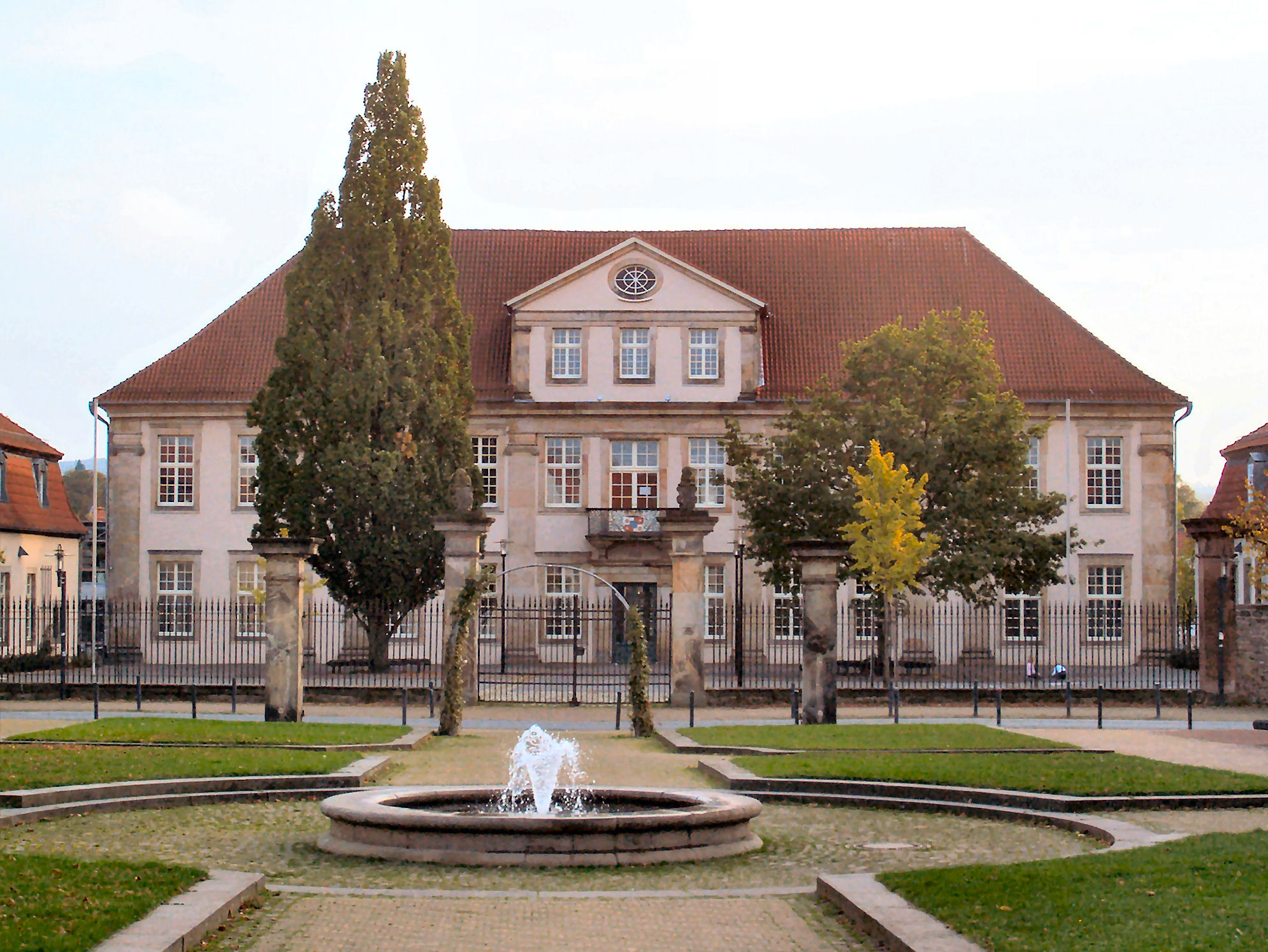
Der Lippehof in Lemgo, heute das Engelbert-Kaempfer-Gymnasium

Pauline hatte von 1818 bis zu ihrem Tod 1820 und somit über die Dauer ihrer Regentschaft hinaus auch das Amt der Bürgermeisterin von Lemgo inne. Die nach den napoleonischen Kriegen stark verschuldete Stadt fand 1817 nach dem Tod des Bürgermeisters Overbeck kein geeignetes neues Stadtoberhaupt, weshalb Magistrat und Bürgerschaft am 4. Januar 1818 beschlossen, Pauline zu bitten, „auf einen Zeitraum von sechs Jahren das Regiment der Stadt im Polizei- und Finanzfach unter ihre unmittelbare Leitung zu nehmen“. Pauline antwortete noch am selben Tag und nahm wider Erwarten den Antrag an. Vor Ort ließ sie sich von dem fähigen und engagierten Advokaten Kestner als Kommissar vertreten. Durch teils unpopuläre Maßnahmen, jedoch stets unter Respektierung der parlamentarischen Regeln der Stadt gelang es ihm, die Lemgoer Finanzen zu sanieren und die soziale Situation zu verbessern. Wie 1801 in Detmold sorgte Pauline für die Einrichtung eines Arbeitshauses und die Gründung eines Wohltätigkeitsvereins unter ihrer Leitung.
Sie plante ihren Lebensabend im Lippehof, einem 1734 in Lemgo erbauten Barockschloss, zu verbringen, doch wenige Monate nach der Übergabe der Regierungsgeschäfte an ihren Sohn Leopold II. am 3. Juli 1820 starb Pauline am 29. Dezember.

### Titel
„(…) Pauline Christine Wilhelmine, verwitwete Fürstin zur Lippe, Edle Frau und Gräfin zu Schwalenberg und Sternberg u. gebohrene Fürstin zu Anhalt, Herzogin zu Sachsen, Engern und Westphalen, Gräfin zu Ascanien und Vormünderin und Regentin (…).“

## Charakter, Persönlichkeit und Staatsverständnis
Im Vergleich zu ihrer Zeitgenossin Königin Luise von Preußen wird Pauline im historischen Kontext nicht idealistisch verklärt. Sie vertrat öffentlich und privat ihren Standpunkt und reagierte bei Meinungsverschiedenheiten häufig recht heftig. Das führte zu ihren Lebzeiten durchaus zu einigen verärgerten und ironischen Kommentaren.
Paulines Biograf Hans Kiewning hat sie als „die alle andern weit überragende lippische Regentin bezeichnet, die auch in größeren Verhältnissen eine ungewöhnliche Erscheinung gewesen wäre“. Der Historiker Heinrich von Treitschke nannte sie „eine der geistreichsten Frauen ihrer Zeit“. Der Zeitgenosse Ferdinand Weerth beschrieb in seinen Predigten das „Fürstliche in ihrem ganzen Wesen, ein ungewöhnliches Maß von Geisteskraft, den klaren hellen Verstand, […] und ihre unermüdliche Tätigkeit“.
Pauline stellte hohe Anforderungen an ihre beiden Söhne, besonders an den Thronfolger Leopold. Sie suchte geeignete Erzieher sorgfältig aus, hielt sich selbst jedoch für zu ungeduldig im Umgang mit ihren Söhnen, was manchmal zu heftigen Konfrontationen führte.

„Das Einzige was der Fürstin Pauline nicht gelang, war die Erziehung ihrer beiden Söhne, ihrer einzigen Kinder. Um ihnen die Grundsätze strenger Moralität beizubringen hatte sie die beiden der maßen tyrannisiert und so lange wie Kinder behandelt, daß der älteste schon scheu und zurückhaltend von Natur, ein halber Wilder geworden war.“

Mit den Landständen, also den Rittern als adlige Landbesitzer und den Vertretern der Städte, mussten sich die Fürsten und die lippische Regierung auf den Landtagen in wichtigen politischen Fragen verständigen. Bis zum Regierungsantritt Paulines kam es zwischen Landesherrn, Regierung und Ständen trotz mancher Gegensätze häufig zu Konsens- oder Kompromissentscheidungen. Aus Anhalt-Bernburg war Pauline an ein Regierungssystem gewöhnt, in dem letztlich der fürstliche Wille galt. Die Realisierung ihrer wohlgemeinten sozialen Pläne in Lippe wollte sie sich keinesfalls von den Ständen ausreden lassen. Sie wusste schließlich am besten, was für das Land und dessen Bewohner das einzig Richtige war. 1805 lehnten die Stände auf dem Landtag die Einführung einer Branntweinsteuer zur Finanzierung einer von Pauline geplanten Heilanstalt für Geisteskranke ab. Seitdem berief sie die Stände kaum noch ein und regierte an diesen vorbei.
Obwohl die lippische Regierung unter einem Kanzler oder einem Regierungspräsidenten seit dem 18. Jahrhundert ein wachsendes Eigengewicht besaß, kam es mit der Fürstin nur selten zu Konflikten, da sich die Reformideen beider Seiten weitgehend deckten. Pauline nahm an den Regierungs- und Kammersitzungen regelmäßig teil und traf dort ihre Entscheidungen. Pauline dominierte mit ihrer Ungeduld und ihrem Führungswillen häufig diese Sitzungen. Sie beteiligte sich an Verwaltungsarbeiten und übernahm Ressorts, wenn die Beamten abwesend waren. Ihr Hauptaugenmerk lag allerdings auf der Außenpolitik, da sie besser als alle ihre Beamten Französisch sprach und schrieb. Sie durchbrach damit das männliche Monopol, was zu ihrer Zeit nur ihrem fürstlichen Stand zu verdanken war. Das schafften in der lippischen Regierung erst nach 1945 einige Frauen, die als weibliche Dezernenten tätig waren. Nach der Übernahme des auswärtigen Ressorts 1810 folgte 1817 die Leitung der Bereiche Irrenhaus, Prämienverteilung und Zuchthaus durch die Fürstin. Im Verhältnis zu den Untertanen gab sie sich volksnah, aber letztlich herrschte sie autokratisch.

## Soziales Engagement

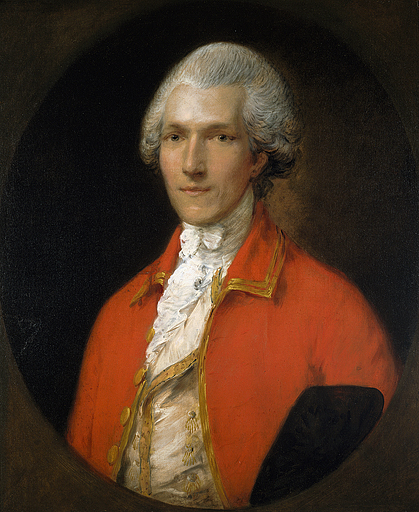
Benjamin Thompson, Reichsgraf von Rumford. Gemälde von Thomas Gainsborough, 1783

Die Publikationen des Grafen von Rumford inspirierten Pauline, ihre Vorstellungen zur staatlichen Organisation der Armenpflege umzusetzen. Sie glaubte, die Ursache der Armut und der damit verbundenen Bettelei im Land sei vorwiegend im lippischen Volkscharakter mit seinem „Hang zur Trägheit und zum Nichtstun“ zu suchen. Aus der verfügbaren wissenschaftlichen Literatur zum Armenwesen entnahm sie, dass eine reale Verbesserung nur durch freiwillige oder erzwungene Arbeit und nicht durch finanzielle Almosen erreicht werden könne.
Damit setzte Pauline die von ihrer 1778 verstorbenen Schwiegermutter Casimire Fürstin zur Lippe begonnene Arbeit in Übereinstimmung mit den sozialpolitischen Strömungen ihrer Zeit fort. Zu den von Pauline gegründeten Einrichtungen gehörten die „Erwerbsschule“ (1799), die „Kinderbewahranstalt“ (1802), das Krankenhaus (1801/02) und das „Freiwillige Arbeitshaus“ (1802). Schon vorher bestanden das um 1720 gegründete Waisenhaus und das 1781 gegründete Lehrerseminar. Diese sechs selbstständigen Einrichtungen wurden unter der Bezeichnung „Pflegeanstalt“ zusammengefasst und fanden im ehemaligen Kloster ihren Platz. Sie bildete die Keimzelle der heutigen Fürstin-Pauline-Stiftung in Detmold. Die Pflegeanstalt nahm für sich in Anspruch, dass hier jedem Bedürftigen „von der Wiege bis zur Bahre“ geholfen wurde. Sie galt als einzigartig, wurde oft von auswärtigen Gästen besucht, die besonders die Kinderbewahranstalt mit Lob bedachten. Die Einrichtung war allerdings auf die Bewohner der Residenzstadt begrenzt.

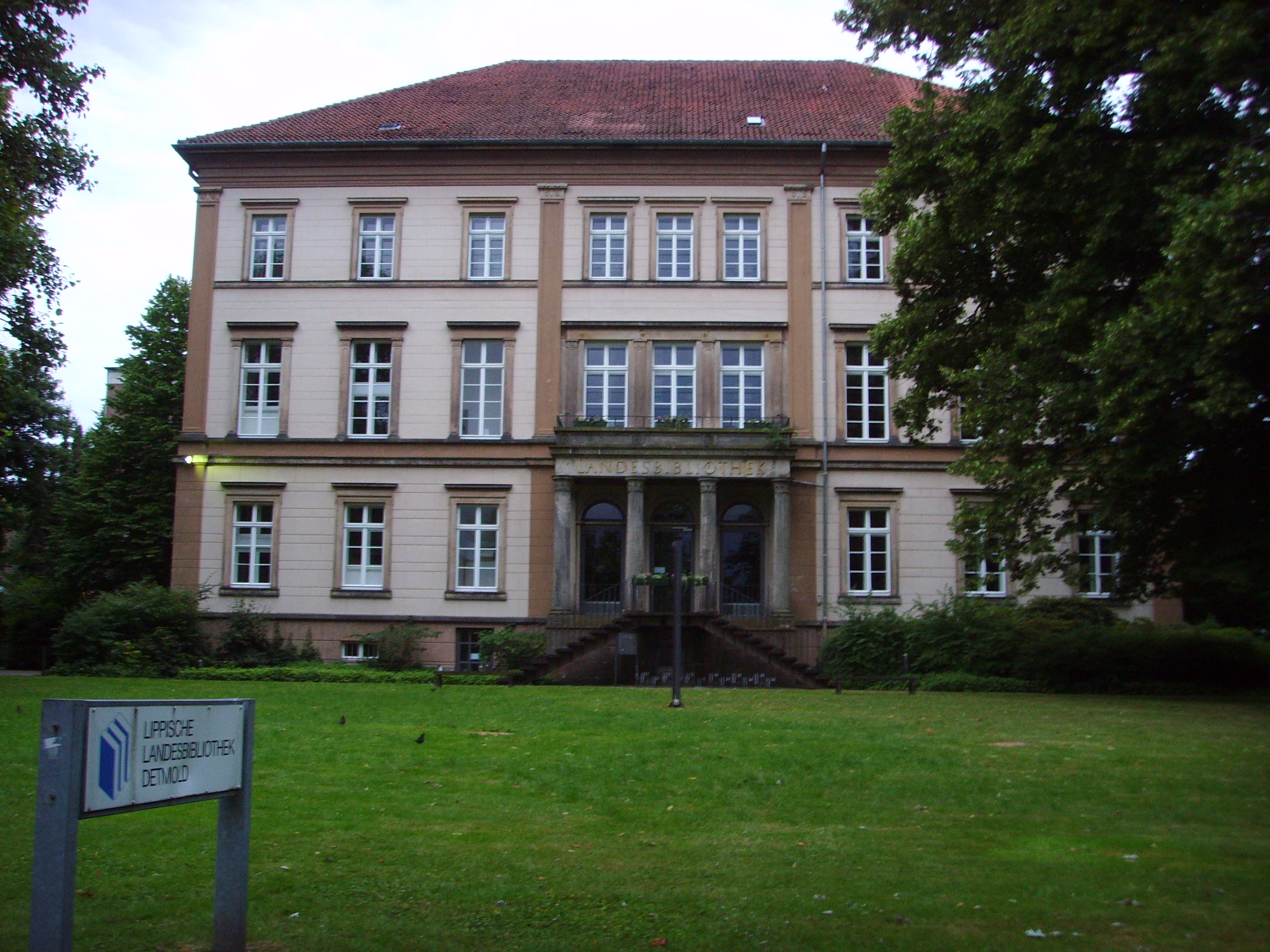
Lippische Landesbibliothek in Detmold

Das Volk schätzte Pauline vor allem wegen ihrer sozialen Einrichtungen. Die integrierten Wohlfahrtseinrichtungen wurden im In- und Ausland als vorbildlich angesehen und besonders von englischen Delegationen besichtigt. Ihre Fürsorge für die Armen war offenkundig. Sie linderte die Hungersnot in den Jahren 1802 bis 1804, indem sie Kornmagazine anlegen ließ. Persönlich kümmerte sie sich um die Abschwächung von Kriegslasten, die durch Einquartierungen und Truppenstellungen entstanden waren.
Auch für die Verbesserung der Infrastruktur im Land war sie verantwortlich. Sie ließ neue Chausseen bauen und führte in Detmold die Straßenbeleuchtung mittels 26 Öllaternen ein. Bemerkenswerte Bauwerke hat Fürstin Pauline nicht errichten lassen, aber im Verlauf ihrer Regierungszeit begann der Bau der klassizistischen Häuser an der Allee in Detmold. Sie veranlasste 1819 auch die Zusammenlegung der bestehenden Büchersammlungen zu einer öffentlichen Bibliothek, aus der die heutige Lippische Landesbibliothek hervorging.

### Erwerbsschule
Im Sommer 1798 hatte sich Pauline den sozialen Aufgaben zugewandt. In Lippe herrschte große Armut, von der die Fürstin annahm, dass diese auf mangelnde Schul- und Ausbildung der Bevölkerung zurückzuführen sei. Viele Eltern schickten ihre Kinder aus wirtschaftlicher Not nicht zur Schule, sondern ließen sie arbeiten oder betteln. Ein enger Berater Paulines in sozialen Fragen war der Inspektor des Lehrerseminars Simon Ernst Moritz Krücke. Er empfahl ihr die Einrichtung einer Erwerbsschule, in der Kinder theoretisches Wissen, aber auch praktische Fähigkeiten erwerben sollten. Leopold I. war einverstanden und die neue Schule wurde im Waisenhaus am Bruchtor in Detmold eröffnet. Hier wurden die Kinder der armen Leute gemeinsam mit den Waisenkindern von Krücke unterrichtet. Rechtlich wurde die Schule der Elementarschule gleichgestellt.
Ein Teil der Unterrichtsstunden war mit handwerklichen Arbeiten ausgefüllt. Zu den praktischen Fähigkeiten gehörte das Stricken – unter Mitarbeit der Fürstin, die sich zu den Kindern gesellte und kleine Belohnungen verteilte. Die Strickwaren wurden anschließend verkauft und die Kinder am Erlös beteiligt. So sollten die Vorurteile der Eltern ausgeräumt werden, die ihre Kinder lieber zum Betteln schicken wollten. Ein Jahr später wurde die erfolgreiche Erwerbsschule im Rahmen eines Schulfestes dem Land übergeben und am 28. Juni 1799 feierlich eingeweiht. 60 Kinder, die vorher gebettelt und keine Schule besucht hatten, zeigten ihre erworbenen Kenntnisse und Fertigkeiten. Trotzdem gab es immer wieder Probleme, wenn die Eltern ihre Kinder im Sommer lieber zum Viehhüten und Ährensammeln aufs Feld oder in der Weihnachtszeit zum Betteln schickten. Wirtschaftliche Zwänge unter den Bedingungen weitgehend ungesicherter Einkünfte und einer sich gleichzeitig verstärkenden Geldwirtschaft machten es den Eltern schwer, auf die Unterstützung ihrer Kinder auch nur zeitweilig zu verzichten.

### Kinderbewahranstalt

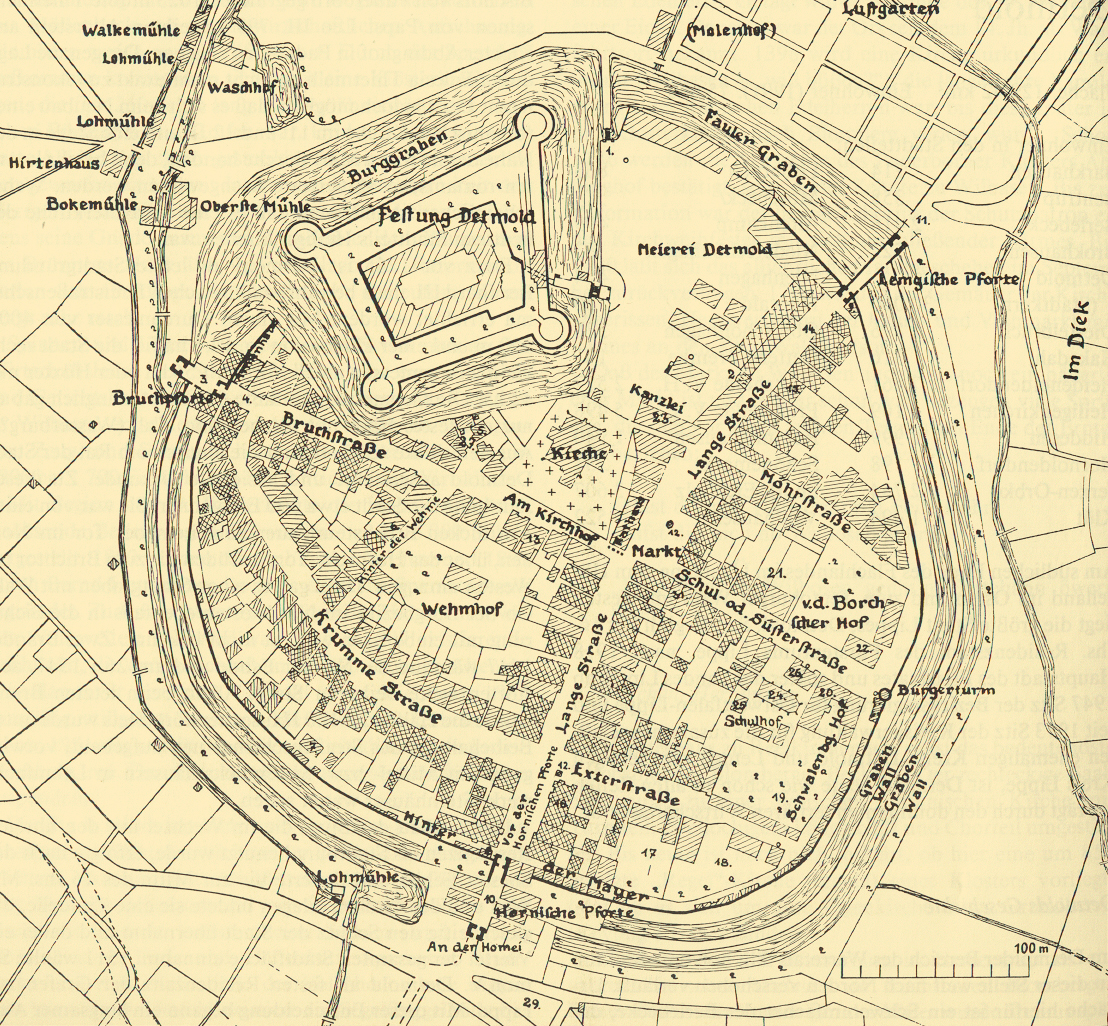
Detmolder Stadtplan um 1660

Pauline kümmerte sich um das Wohlergehen der kleinen Kinder, deren Eltern tagsüber zur Arbeit das Haus verlassen mussten. Sie las in einer Pariser Zeitung von einer derartigen Initiative der Frau Napoleons, damals noch „Erster Konsul von Frankreich“. In Paris waren allerdings nur die ledigen Mütter betroffen, während sich in Detmold das Angebot auch an Eltern richtete, die beide arbeiten mussten. Ein Rundschreiben von Fürstin Pauline an die Detmolder Damen mit dem Titel Vorschlag eine Pariser Mode nach Detmold zu verpflanzen wird als Ausgangspunkt für die Gründung einer „Kinderbewahranstalt“ angesehen. Dort heißt es:

„Madame Bonaparte und mehrere zierliche und vornehme Damen in der unermesslichen Hauptstadt des französischen Reichs wählten und errichteten mit wahrhaft weiblichem Schwestergefühl und beneidenswerter Feinheit in den Vierteln der großen Stadt Depots oder Säle, wo die zarten Kleinen armer, mit auswärtiger Arbeit beschäftigter Mütter einstweilen genährt, verpflegt, versorgt werden; jeden Morgen überbringen die dadurch beruhigten, beglückten Mütter ihre Kinder, jeden Abend holen sie sie freudig und dankbar wieder ab, und die Stifterinnen der milden Anstalt übernehmen wechselweise die Aufsicht.“

Pauline warb hiermit um die Mitarbeit „gebildeter Frauenzimmer“, sich an jeweils einem Wochentag kostenlos zur Verfügung zu stellen, um die Aufsicht zu führen. Das Fürstenhaus wollte die Finanzierung übernehmen. Die älteren Mädchen aus der Erwerbsschule und aus dem Waisenhaus sollten die Kinder betreuen und gleichzeitig als „Kinderwärterinnen“ ausgebildet werden. 1801 kaufte Pauline an der Schul- oder Süsterstraße (der heutigen Schülerstraße) in Detmold ein geeignetes Gebäude für ihre sozialen Einrichtungen. Es handelte sich um den sogenannten „Schwalenberger Hof“, in dem sie am 1. Juli 1802 die erste Kinderbewahranstalt eröffnete. Der Schwalenberger Hof war ein dreistöckiger Adelshof, der am Ende des 19. Jahrhunderts abgerissen wurde. Aus der dort bereits vor Paulines Kindergarten untergebrachten Schule entwickelte sich das Gymnasium Leopoldinum. Die Kinderbewahranstalt fand bald darauf in Deutschland viele Nachahmungen. Die Stadt Detmold sah das Projekt allerdings als fürstliches Hobby an und gewährte keine finanzielle Unterstützung.
Bis zu 20 Kinder wurden in den ersten Jahren betreut, die von „der Mutterbrust entwöhnt“ sein mussten und nicht älter als vier Jahre waren. Vierjährige Kinder, so glaubte man, könnten allein zu Haus bleiben oder ihre Eltern in die Gärten oder aufs Feld begleiten, bevor sie dann in die Erwerbsschule gingen. Die Kinderbewahranstalt war vom 24. Juni bis Ende Oktober geöffnet, wenn die Ernte- und Gartenarbeit abgeschlossen war.
Einem 1813 veröffentlichten Bericht von Inspektor Krücke zufolge dauerte die Betreuung von sechs Uhr morgens bis sechs oder acht Uhr abends. Morgens wurden die Kinder von weiblichen Jugendlichen aus dem Waisenhaus und älteren Schülerinnen der Erwerbsschule gewaschen und gekämmt und ihnen ein sauberes Hemd und Wolljäckchen angezogen. Am Wochenende wurde die in der Woche getragene Kleidung gewaschen. Bei Schließung der Einrichtung im Herbst bekamen die Kleinen diese Kleidungsstücke geschenkt. Die Finanzierung der Kinderbewahranstalt übernahm zum großen Teil Pauline, der Rest wurde aus dem Krankenhausfond bestritten. Ihr gelang es auch, zwölf Damen aus der wohlhabenden Bürgerschicht als Aufsichtspersonen zu gewinnen. Diese mussten über bestimmte Ereignisse buchführen, so dass die Fürstin stets gut informiert war.

## Pauline und Napoleon

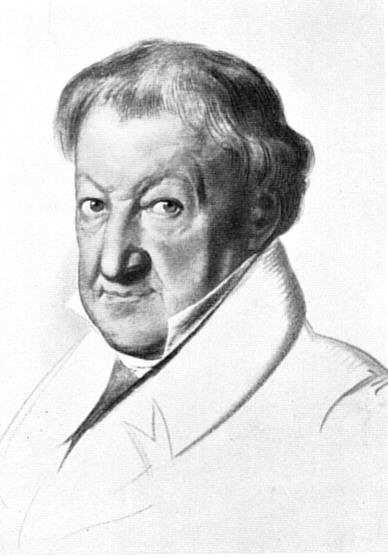
Karl Friedrich Reinhard

Es gibt zahlreiche Hinweise darauf, dass Pauline Napoleon sehr bewunderte. Sie war ihm für den Erhalt der staatlichen Selbstständigkeit Lippes dankbar. Pauline wurde in ihrer Haltung durch den Schriftwechsel mit dem hochgebildeten Diplomaten Karl Friedrich Reinhard bestärkt, der in französischen Diensten stand und ein Freund Goethes war. Reinhard begeisterte sich für die Französische Revolution und war Gesandter am Hofe des Königreichs Westphalen in Kassel. Bis zuletzt glaubte Pauline an den Sieg Napoleons. Auch die Nachrichten über Napoleons Niederlage in Russland vermochten ihre Überzeugung nicht zu ändern. Sie lehnte einen Austritt aus dem Rheinbund ab und ließ lippische Soldaten strafrechtlich verfolgen, die aus Napoleons Armee desertiert waren.
Den in russischen Diensten stehenden preußischen Leutnant von Haxthausen, der sich ihr gegenüber ungebührlich benommen hatte, ließ sie kurzerhand ins Irrenhaus stecken. Er konnte erst befreit werden, als Lippe nach der Völkerschlacht bei Leipzig als feindliches Land von preußischen Truppen besetzt wurde. Der Kommandeur der Preußen, Oberst von der Marwitz, schilderte den Vorfall in einem Brief an seine Frau und bezeichnete Pauline mit den folgenden Worten: „Die Fürstin-Regentin ist eine Kanaille; sie hat Napoleon jederzeit auf das treueste gedient“.

## Rheinbund

Der Rheinbund 1808

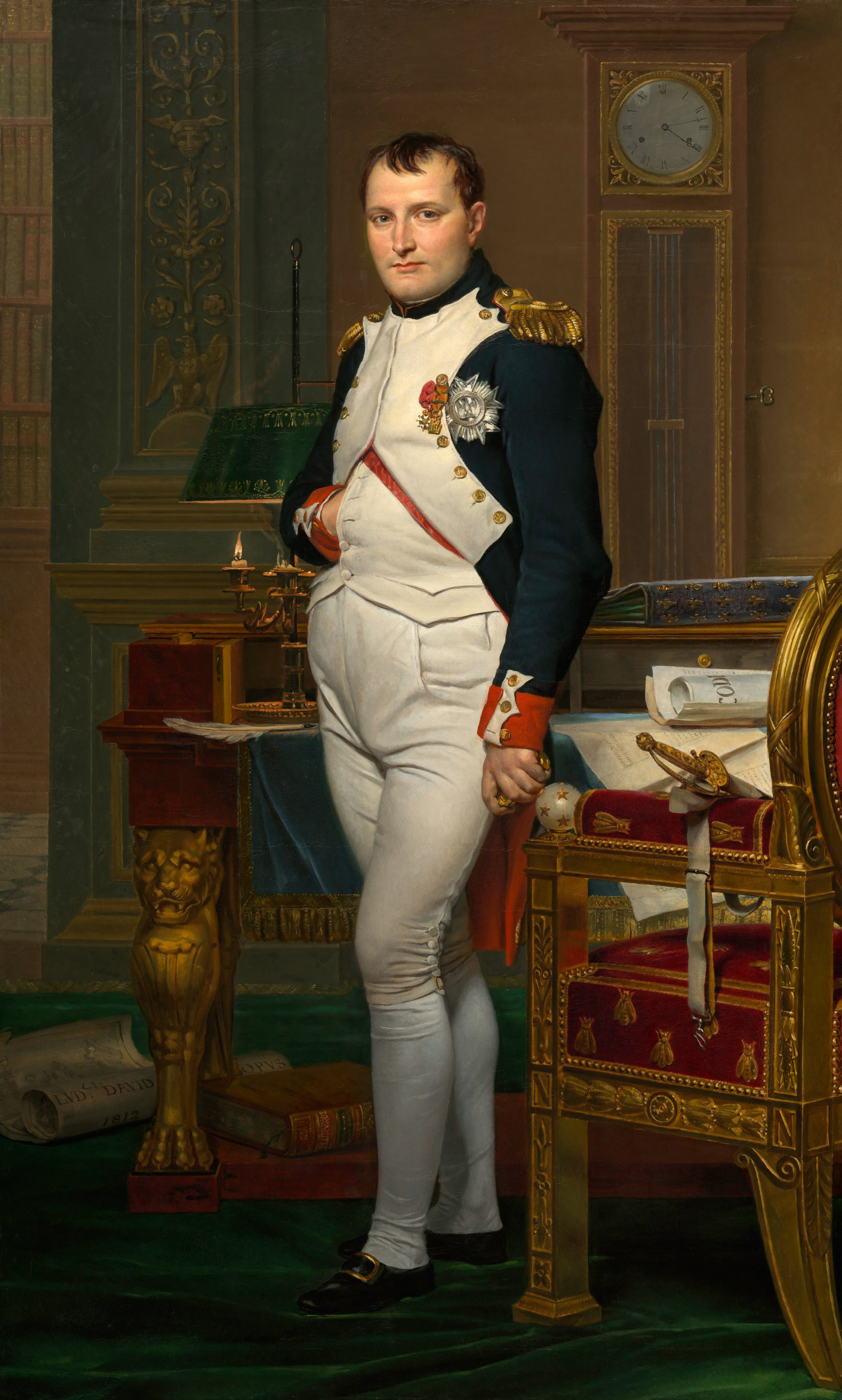
Napoleon Bonaparte 1812

Neben Paulines Einsatz für soziale Zwecke im Land war die Erhaltung der Selbständigkeit Lippes ihr größter außenpolitischer Erfolg. Sie fühlte sich verpflichtet, als Vormund ihres Sohnes alles zu tun, um dessen Rechte nach Möglichkeit ungeschmälert zu erhalten. Das kleine Land befand sich zu dieser Zeit zwischen den verfeindeten Mächten Frankreich, Preußen und Hessen und drohte, im Verlauf der Konflikte von dem einen oder anderen Nachbarn okkupiert zu werden. Zu Anfang ihrer Regierungszeit lag Lippe in einer vertraglich vereinbarten neutralen Schutzzone, die alle Kriegsparteien respektierten. Zur Sicherung der Neutralität befanden sich preußische Observationstruppen in Lippe. 1806 entstand auf Initiative Napoleons der sogenannte Rheinbund. Preußen reagierte mit dem Projekt eines Norddeutschen Bundes und warb um Mitglieder.
Pauline sah die Unabhängigkeit Lippes bedroht und strebte als Lösung eine Aufnahme in den Rheinbund an. Mit einer Urkunde bestätigte Napoleon am 18. April 1807 Lippes Zugehörigkeit zum Rheinbund, und Pauline reiste nach Paris, um die von ihr gewünschten Sonderregelungen für Lippe auszuhandeln. Sie galt als eine Bewunderin Napoleons, eine Haltung, die ihr später viel Kritik eingebracht hat. In einer Rechtfertigung ihrer Entscheidung erklärte sie, dass sie sich lieber dem entfernten Frankreich als dem benachbarten Hessen oder Preußen unterwerfen wolle.
Die Aufnahme in den Rheinbund hatte zur Folge, dass Lippe Truppen für Napoleons Armee stellen musste. Die Lipper widersetzten sich und es kam zu Unruhen. Zahlreiche junge Männer entzogen sich der Rekrutierung oder desertierten im Verlauf der französischen Feldzüge. Nach Napoleons Niederlage im Oktober 1813 in der Völkerschlacht bei Leipzig verprügelten die Lipper die französischen Beamten zu Paulines Entsetzen. Bis zuletzt hatte sie an den Sieg Napoleons geglaubt. Lippe wurde von den Preußen als feindliches Land besetzt und Pauline galt als Kollaborateurin. In der Folge erklärte Lippe seinen Austritt aus dem Rheinbund. Legationsrat Preuß schloss am 29. November 1813 die Bündnisverträge mit Österreich und Russland ab. Es kam zur Bildung eines lippischen Freiwilligenkorps, das durch Spenden lippischer Bürger ausgestattet wurde. Hierzu erließ die Regentin einen Aufruf und ließ jede Gabe, unabhängig von der Größe, mit Namen des Spenders im Intelligenzblatt veröffentlichen.
Dass Lippe unangetastet aus der politischen Katastrophe von 1813 herauskam, lag an den restaurativen Tendenzen der Politik Österreichs und Russlands. Weil auch die süddeutschen Rheinbundstaaten als Bundesgenossen aufgenommen wurden, konnte das zur Umkehr bereite Lippe nicht anders behandelt werden.
Die dramatischen Ereignisse führten bei Pauline zu einem nervlichen Zusammenbruch, von dem sie sich nur langsam erholte. Sie nahm deshalb nicht am Wiener Kongress 1814/15 teil, an dem Europa nach dem Sieg über Napoleon neu geordnet wurde. Viele Kleinstaaten verschwanden von der Landkarte, Lippes Souveränität wurde jedoch auf dem Wiener Kongress bestätigt. Die Präambel zur Deutschen Bundesakte vom 8. Juli 1815 weist an letzter Stelle der aufgeführten souveränen Fürsten aus:

„Ihre Durchlaucht die Fürstin von der Lippe als Regentin und Vormünderin des Fürsten Ihres Sohnes […]“

## Aufhebung der Leibeigenschaft
Am 27. Dezember 1808 unterschrieb Pauline Fürstin zur Lippe die Verordnung zur Aufhebung der Leibeigenschaft in Lippe gegen den Willen der seit 1805 von der Mitregierung ausgeschalteten Landstände. Die Verordnung trat am 1. Januar 1809 in Kraft. Sie folgte damit dem Vorbild der meisten anderen Staaten aus dem Rheinbund. In der Ära nach der Französischen Revolution wurde die Leibeigenschaft allgemein als „Relikt des Mittelalters“ entschieden abgelehnt.
Die Fürstregentin kommentierte in der Präambel der Verordnung ihre humanistischen und vor allem wirtschaftlichen Motive. Paulines Worte wurden von den Kanzeln verlesen, durch Plakate veröffentlicht und in den Lippischen Intelligenzblättern gedruckt:

„Ueberzeugt, dass die Leibeigenschaft, wenn sie gleich so gemäßigt ist, wie sie bisher im Lande war, doch immer nachteiligen Einfluss auf die Moralität, den Erwerbsfleiß und den Kredit der Eigenhörigen hat, finden Wir Uns zur Beförderung des Wohlstandes auch dieser Klasse getreuer Untertanen Landesmütterlich bewogen, nach dem Vorgang anderer Bundesstaaten solches Verhältnis aufzugeben […]“

Mit der Verordnung vom 27. Dezember 1808 wurden der bis dahin geltende Weinkauf und der Sterbfall abgeschafft. Der Weinkauf bezeichnete ein Antrittsgeld, das bei Übernahme eines Kolonats an den Grundherrn zu zahlen war. Beim Sterbfall musste beim Ableben des Leibeigenen dessen bestes Kleidungsstück oder das wertvollste Stück Vieh, auch Mortuarium oder Besthaupt genannt, an den Grundherrn abgegeben werden.
Diese Verordnung betraf zunächst nur Paulines eigene leibeigenen Bauern, vom Vollspänner bis zum Hoppenplöcker, sowie deren Angehörige. Binnen kurzer Zeit folgten jedoch der Landadel, die Gutsbesitzer, die kirchlichen Einrichtungen und die wohlhabenden Bürger. Damit erhielten die lippischen Bauern und ihre Familienangehörigen eine deutliche Aufwertung des zuvor bescheidenen gesellschaftlichen Status. Allerdings war die lippische Variante der Leibeigenschaft keineswegs mit der preußischen Gutsherrschaft oder gar mit der russischen Leibeigenschaft zu vergleichen. Sie war lediglich eine gelinde Form der Abhängigkeit und ihre Abschaffung stellte kein besonderes Ereignis dar, das Jubelfeiern bei den Betroffenen auslöste. Viel drückender belasteten die Bauern die zahlreichen Spann- und Handdienste, sowie Geld- und Naturalabgaben, deren Ablösung erst in den 1830er Jahren in Lippe gesetzlich verankert werden sollte.

## Verfassungsstreit
Die Landstände setzten sich aus Vertretern der Ritterschaft und der Städte zusammen und traten jährlich zu einem Landtag zusammen, um die Angelegenheiten Lippes zu verhandeln und Beschlüsse zu fassen. Mit der Aufnahme Lippes in den Rheinbund wurden diese Rechte ausgesetzt und die Fürstin zum Souverän ernannt. Pauline fasste ihre neue Machtbefugnis dahingehend auf, dass sie die Zustimmung der Stände nun nicht benötigen würde:

„Ich vermag es nicht, obgleich das vielleicht ein Fehler meines heftigen Charakters ist […], die Anmaßungen und Silbenstechereien, den respektwidrigen Ton, das ewige Hindern jedes Guten zu ertragen, was die Stände sich Jahr für Jahr erlauben.“

Pauline hat die Stände zwar nicht aufgelöst aber weitgehend ohne sie regiert, wie der absolutistische Friedrich Adolf ein Jahrhundert früher. Ihr Verhältnis zu den Ständen war ohnehin getrübt, seitdem diese 1805 die von ihr geforderte Branntweinsteuer zur Finanzierung der geplanten Heilanstalt für Geisteskranke abgelehnt hatten. Nach dem Austritt aus dem Rheinbund verlangten die Landstände ihre alten Rechte zurück und es kam zu einer erbitterten Auseinandersetzung mit dem Fürstenhaus.

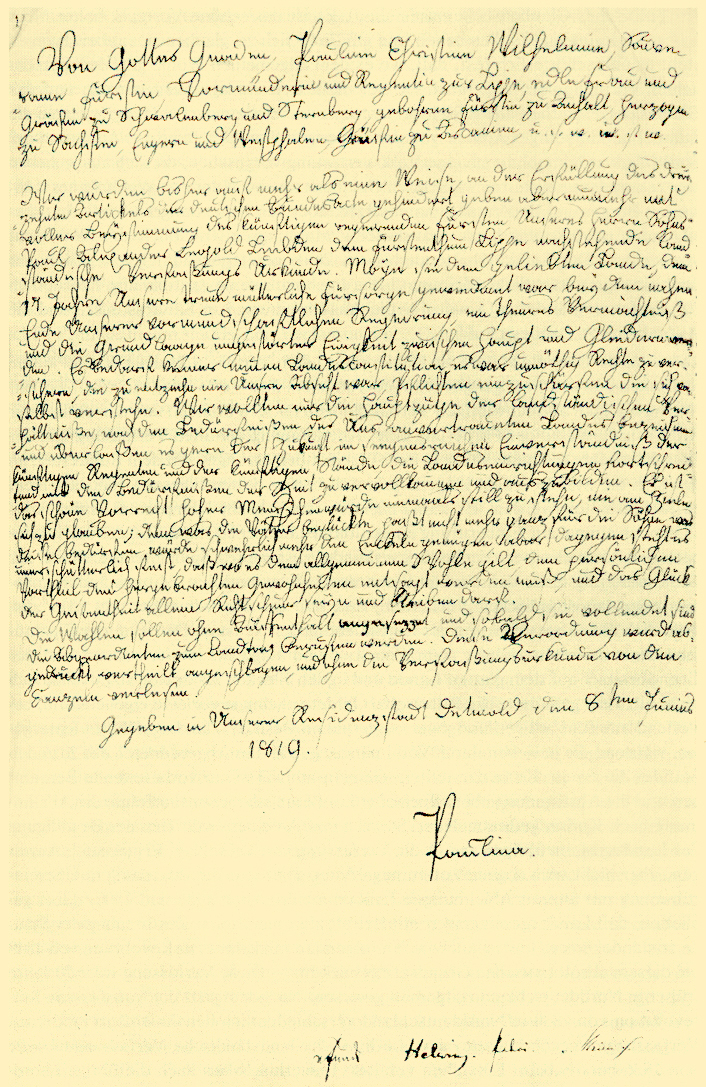
Eigenhändiger Verfassungsentwurf von Fürstin Pauline im Jahr 1819

In der beim Wiener Kongress beschlossenen Deutschen Bundesakte heißt es in Artikel 13: „In allen deutschen Staaten wird eine landständische Verfassung stattfinden.“ Pauline ließ daraufhin eine lippische Verfassung nach dem Muster einiger süddeutscher Staaten entwerfen, deren endgültige Fassung sie persönlich niederschrieb. Diese wurde am 8. Juni 1819 von der Regierung verabschiedet und danach unter dem Jubel der Bevölkerung veröffentlicht. Die Landstände protestierten gegen die Einschränkung ihrer traditionellen Rechte und ersuchten den Kaiser, dem „umstürzlerischen und dem demokratischen Zeitgeist schmeichelnden Treiben“ der Fürstin entgegenzutreten. Auf Veranlassung Metternichs wurden die sogenannten Karlsbader Beschlüsse gegen „demokratische Umtriebe“ gefasst. Sie fielen zeitlich mit der heftigen Auseinandersetzung über die lippische Verfassung zusammen. Die Bundesversammlung des Deutschen Bundes forderte Pauline umgehend auf, die lippische Verfassung wieder aufzuheben.
Nach dem Tod Paulines haben Leopold II. und die lippische Regierung lange Zeit am Vermächtnis der Fürstin festgehalten und die notwendigen Änderungen in ihren Verfassungsentwurf einfügen wollen. In langen und schwierigen Verhandlungen mit den Ständen, namentlich der Ritterschaft, konnte dieser Grundsatz nicht eingehalten werden. Schließlich wurde ein Kompromiss gefunden, in dem die Ritterschaft einen Teil der alten Privilegien zurückerhielt. 1836 trat die neue lippische Verfassung in Kraft.

## Rücktritt
Sie war vom Thronfolger Leopold aufgrund seines Phlegmas häufig enttäuscht und der Meinung, ihm nicht mit ruhigem Gewissen die Regentschaft übertragen zu können. So verschob sie die Übergabe mehrmals, bis kritische Stimmen laut wurden. Schließlich verkündigte sie ihrem überraschten Sohn am 3. Juli 1820 ihren Rücktritt. Leopold II. brauchte zunächst ihre Hilfe bei den Regierungsgeschäften, die jedoch nach außen hin nicht sichtbar werden durfte. Pauline plante deshalb, diesen Zustand zu beenden und möglichst bald ihren Wohnsitz im Detmolder Schloss mit dem Witwensitz im Lemgoer Lippehof zu tauschen. Dazu kam es allerdings nicht mehr, denn Pauline starb am 29. Dezember 1820 an einer schmerzhaften Lungenvereiterung. Sie wurde in Detmold in der reformierten Kirche am Marktplatz, der heutigen Erlöserkirche, beerdigt.
Am 5. März 1822 erschien in der Dresdner Abendzeitung ein Nachruf auf Pauline von Helmina von Chézy. Darin wurde ihre antipreußische Politik verurteilt und als Entschuldigung angeführt:

„Wer wird aber von einer Frau, und wenn sie Kaiserin wäre, eine eigene, richtige politische Ansicht und ein taktfestes Handeln in Kriegsangelegenheiten verlangen?“

## Rezeption

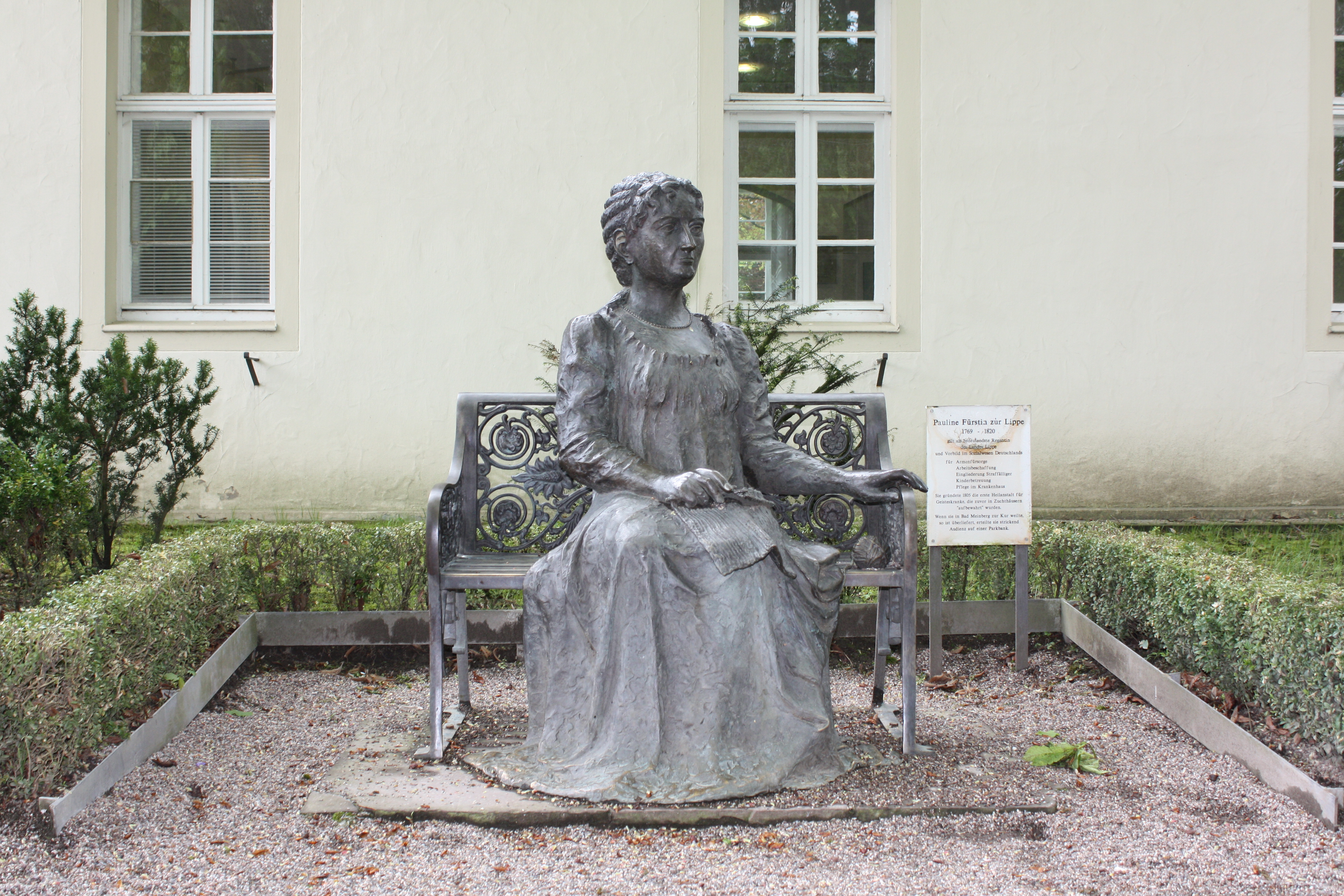
Denkmal Paulines in Bad Meinberg

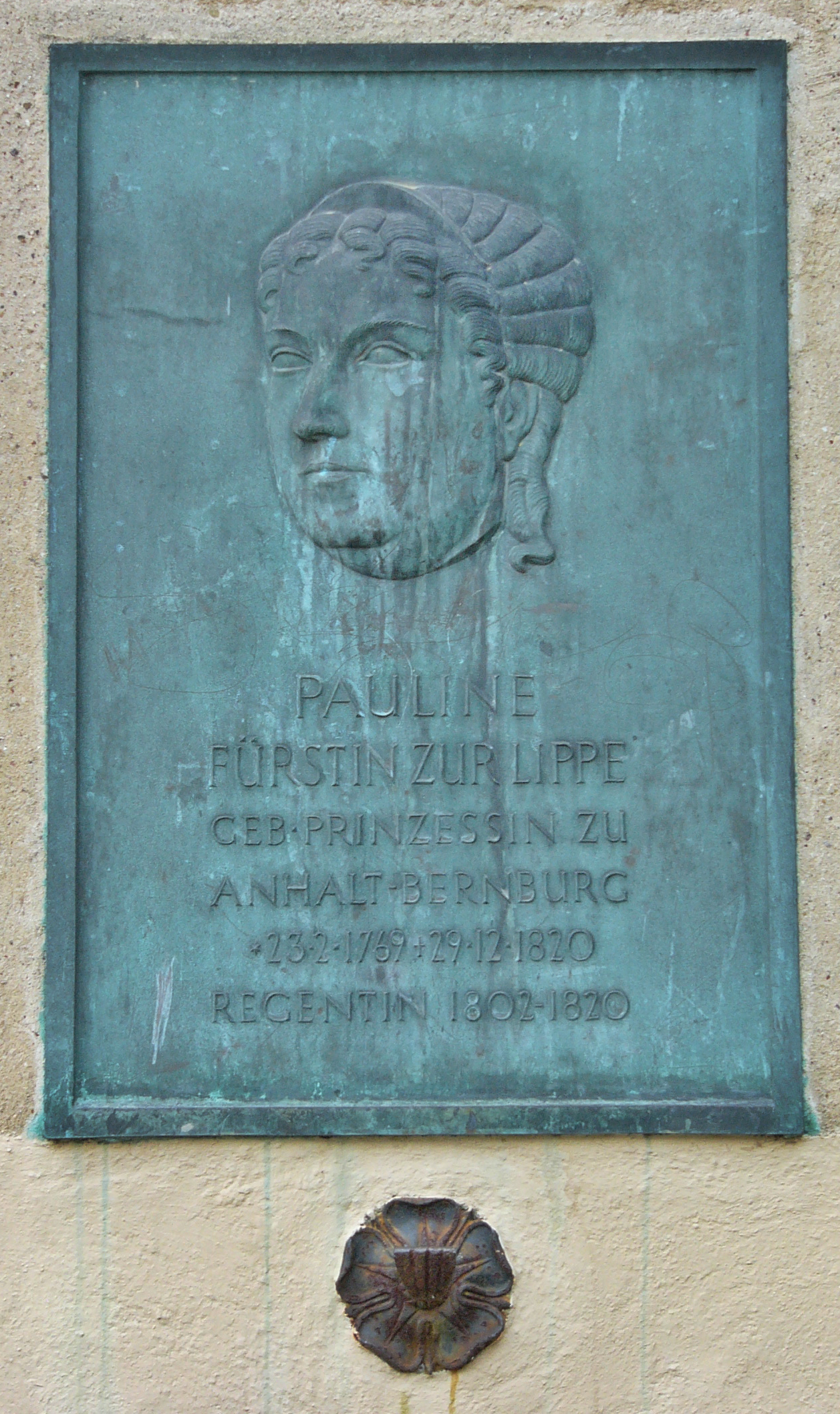
Gedenktafel auf dem Schlossplatz in Detmold

Der Archivar Hans Kiewning schrieb 1930 die bis heute einflussreichste positive Pauline-Biografie unter dem Titel Fürstin Pauline zur Lippe, 1769 – 1820. Kiewning drückte dort seine Bewunderung für Pauline aus:

„Darüber hinaus besteht wohl kaum ein Zweifel, dass Pauline alle lippischen Regenten, die vor oder nach ihr waren, weit überragte und sich zu ihren Lebzeiten über die Grenzen ihres Landes einen Namen gemacht hat, wie niemand unter ihnen.“

Paulines Persönlichkeit, Politik und Reformen wurden zum Gegenstand zahlreicher Untersuchungen und Publikationen. Die lippische Bibliographie verzeichnet derzeit rund 170 Titel allein zu ihrer Person. Erst in der zweiten Hälfte des 20. Jahrhunderts begann die historische Forschung, das überwiegend unkritische Geschichtsbild Paulines zu hinterfragen. Elisabeth Solle stellte in ihrem Beitrag zu den Lippischen Mitteilungen aus Geschichte und Landeskunde, 1969, die Frage nach der Religiosität der Fürstin zum besseren Verständnis ihres diakonischen Interesses.
In einer Umfrage der Lippischen Landeszeitung Ende 2009 wurde Pauline Fürstin zur Lippe als bedeutendste Persönlichkeit in Lippe mit 28 Prozent der eingesandten Stimmen gewählt. Auf Rang zwei der Liste kam der ehemalige Landespräsident Heinrich Drake mit 22 Prozent und Platz drei teilen sich Arminius, der Sieger der Varusschlacht, und Ex-Bundeskanzler Gerhard Schröder mit je 9 Prozent der abgegebenen Stimmen.
Auf dem Lindenhausgelände in Lemgo und im Kurpark von Bad Meinberg befindet sich jeweils ein Denkmal Paulines. Eine Wandtafel ist an einem Gebäude auf dem Detmolder Schlossplatz angebracht. Darüber hinaus erinnern der Verein „Paulines Töchter“, eine Mineralquelle („Paulinenquelle“) in Bad Salzuflen sowie eine Anzahl von Straßennamen in mehreren Orten Lippes an die Fürstin. Die heutige Fürstin-Pauline-Stiftung ist eine Stiftung des privaten Rechts mit Sitz in Detmold. Ihren Schwerpunkt bildet die Jugend- und Altenhilfe sowie ein Angebot an Kindertagesstätten. Die Stiftung bemüht sich im Sinne ihrer Stifterin auf den verschiedenen Gebieten Menschen Hilfe zu leisten, die der Hilfe bedürfen.
Das alternative Kultur- und Kommunikationszentrum Alte Pauline in Detmold wurde nach Fürstin Pauline benannt.
1913 wurde das Berliner Paulinenkrankenhaus unter ihrem Namen eröffnet.